# Tempio di Dioniso
Il tempio di Dioniso, chiamato anche Santuario C, è un tempio di epoca romana dell'antica Pompei, sepolto durante l'eruzione del Vesuvio del 79 e ritrovato a seguito degli scavi archeologici: è ubicato nella zona suburbana della città.

## Storia
In una zona già abitata durante l'età del bronzo e nel periodo arcaico, anche se non adibita ad alcun culto, tra la fine del III secolo e l'inizio del II secolo a. C. si ebbe la costruzione di un tempio: questo venne edificato a proprie spese da Maras Atinius, un edile sannita, divenuto poi questore come testimoniato da un'iscrizione incisa su un meridiana ritrovata all'interno delle terme Stabiane. Dedicato a Dioniso, anche se la presenza di un tiaso è accertata solamente a partire dall'età imperiale, il tempio mantenne il culto verso lo stesso dio anche quando nel 186 a.C. il senato romano ne vietò ogni forma di venerazione, probabilmente perché ritenuto essere protettore delle numerose coltivazioni di viti che si avevano nella zona.
Ampliato successivamente con l'aggiunta di alcuni elementi, venne danneggiato dal terremoto del 62 ma immediatamente restaurato: ancora utilizzato, venne seppellito sotto una coltre di ceneri e lapilli durante l'eruzione del Vesuvio del 79.
Il tempio venne riscoperto casualmente, nei pressi di una cappella dedicata a sant'Abbondio, a seguito dell'esplosione di una bomba durante la seconda guerra mondiale nel 1943, anche se i primi scavi sistematici si avranno nel 1947 e successivamente nel 1973, quando vennero rimessi in luce due triclini e la schola, e nel 2008; oltre a materiale architettonico, furono ritrovati anche elementi in ceramica, ossa di animali e residui vegetali.

## Descrizione
Al momento dell'eruzione il tempio, che era posto a circa un miglio sud-est esternamente dalle mura di Pompei, sorgeva su una collina che dominava la valle del Sarno, probabilmente proprio a ridosso della foce del fiume e quindi della costa; non era collegato a nessuna strada principale, forse solamente un ponte sul fiume che lo univa ad altri santuari suburbani. Si tratta di un tempio in stile dorico di epoca sannita: l'ingresso è caratterizzato da un altare centrale e ai lati due triclini, ognuno contornato da panche in muratura e con al centro un tavolo sui quali si svolgevano i banchetti sacri per i misteri dionisiaci. L'altare centrale invece, rimosso e portato all'interno dell'area archeologica, presenta su due lati un'iscrizione osca dedicata a Maras Atinius: al momento del ritrovamento alcune lettere scolpite presentavano ancora tracce della pittura in rosso. Una rampa, aggiunta successivamente alla costruzione del tempio, probabilmente nell'ultimo periodo, e che consente l'accesso all'interno, è decorata con un'altra iscrizione in lingua osca che riporta la scritta: 
Sull'ingresso del pronao è posto un frontone in tufo sul quale sono scolpite due figure distese: quella a sinistra è Dioniso che ha il braccio destro teso con in mano un kantharos e nella mano sinistra dell'uva, mentre la figura a sinistra è una donna, probabilmente Arianna, in quanto l'intera scena dovrebbe raffigurare il matrimonio tra il dio e la figlia di Minosse, oppure Afrodite, nell'atto di alzare un velo, simbolo appunto dello sposalizio. Si arriva quindi al pronao, contornato da panchine in muratura, e alla cella: le mura e le colonne di questi ambienti risultano essere stuccate. Esternamente, addossato tra il muro del pronao e uno dei due triclini è una schola, anch'essa aggiunta in un secondo momento rispetto alla costruzione del tempio. Sempre all'esterno, tra i triclini e la schola, sono stati rinvenuti sedici cavità nella terra: alcune servivano a sostenere i pali del pergolato, mentre altre erano il posto dove erano le radici delle viti.